# Sefirot

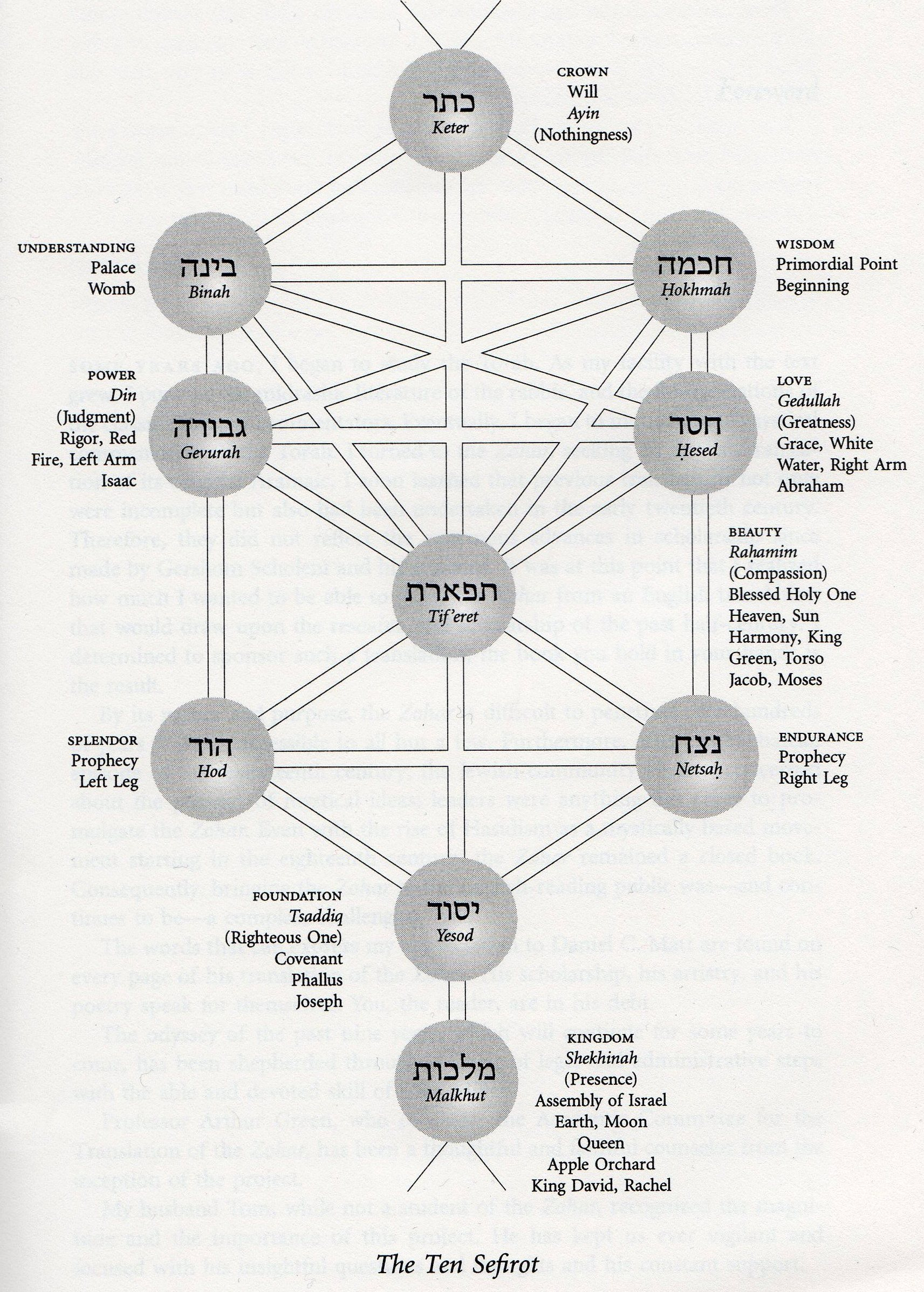
Livets träd

Sefirot (även sephiroth) är inom kabbalan de tio attribut eller emanationer från en oförninmelig gud som bygger upp livets träd.
Ordet sefirot kommer från hebreiska ספירות sefi’rot, plural av ספירה sefi’rah, ’räknande, enumerering’.

## De tio sefirot
- Keter – Den gudomliga kronan
- Hokhmah – Visdom
- Binah – Förståelse
- Hesed – Barmhärtighet
- Gevurah – Rättvisa
- Tif’eret – Skönhet
- Nezah – Evighet
- Hod – Ära
- Yesod – Grundande
- Malkhut – Guds närvaro i världen